# پوسی ساووآ
پوسی ساووآ (به فرانسوی: Pussy) یک منطقهٔ مسکونی در فرانسه است که در بخش ساووآ در منطقه اوورنی-رون-آلپ واقع شده‌است. پوسی ساووا ۱۸ کیلومتر مربع مساحت و ۲۷۶ نفر جمعیت دارد.